# Galerina atkinsoniana
Galerina atkinsoniana är en svampart som beskrevs av A.H. Sm. 1953. Enligt Catalogue of Life ingår Galerina atkinsoniana i släktet Galerina,  och familjen Strophariaceae, men enligt Dyntaxa är tillhörigheten istället släktet Galerina,  och familjen buktryfflar. Arten är reproducerande i Sverige. Inga underarter finns listade i Catalogue of Life.